# Adriana Rujan
Adriana Rujan (n. 1 aprilie 1944, com. Valea Mare-Pravâț, jud. Argeș - d. 17 iulie 2018, Pitești) a fost conferențiar universitar doctor la Catedra de limba și literatura română a Facultății de LItere din cadrul Universității din Pitești, folclorist, etnograf, membru fondator și președinta Asociației Folcloriștilor Argeșeni „C. Rădulescu - Codin”, director de proiect pentru DLRF (Dicționarul limbii române folclorice), referent științific la Editura Tiparg. 

## Studii
A urmat cursurile școlii elementare din comuna natală (1950-1958), Școala Pedagogică din Câmpulung Muscel (1958-1963) și Facultatea de Filologie a Universității „Alexandru Ioan Cuza” din Iași (1964-1968). A obținut titlul de doctor în filologie la Universitatea Babeș-Bolyai din Cluj-Napoca cu teza „Ghicitoarea în folclorul românesc”.

## Activitate profesională
Adriana Rujan a fost învățător în com. Radomirești, jud. Olt (1963-1964), asistent stagiar (din 1969), asistent titular (1972), lector universitar și conferențiar (1998) la Institutul Pedagogic de trei ani din Pitești, devenit din 1990 Universitatea din Pitești. Aici a avut o activitate didactică neîntreruptă până în anul 2010 când s-a pensionat. Între 1993-1995 a susținut un lectorat de limba română la Universitatea Jagiellonă din Cracovia, Polonia.
A participat la numeroase sesiuni de comunicări organizate de Comisia pentru Folclor a Academiei Române, a primit premiul Centrului Creației Populare Argeș (2001) pentru întreaga activitate în domeniul folclorului. 

## Studii și articole
- Colinde și obiceiuri de iarnă din Argeș-Muscel (1998)
- Folclor poetic din Argeș. Descântece (2006)
- Ghicitoarea în folclorul românesc (2011)
- Colindatul - Aspecte ale raporturilor dintre limbaje în sincretismul datinei, în Caiete folclorice Argeș, nr. 1/1997
- Sensul creator al muncii oglindit în poezia obiceiurilor tradiționale, în Caiete folclorice Argeș, nr. 2/1998